# Ratatouille (Film)
Ratatouille ist ein US-amerikanischer Computeranimationsfilm aus dem Jahr 2007. Es ist der achte abendfüllende Animations-Kinofilm der Pixar Animation Studios. Regisseure des Films sind Brad Bird und Jan Pinkava, die schon für ihre jeweils letzten Werke bei Pixar und auch für diesen Film mit dem Oscar ausgezeichnet wurden. Er lief am 29. Juni 2007 in den US-amerikanischen Kinos an; Kinostart für die deutschsprachige Version in Deutschland, Österreich und der Schweiz war der 3. Oktober 2007.
Die literarische Vorlage für die Filmgeschichte stammt von Jan Pinkava, Jim Capobianco und Brad Bird.

## Handlung
Protagonist des Films ist die Wanderratte Rémy, die mit ihrem Clan unter dem Dach eines kleinen Hauses am Land lebt. Rémy ist ein Gourmet und verfügt über einen sehr feinen Geruchs- und Geschmackssinn. Sein Vater, der gleichzeitig Anführer des Clans ist, begegnet ihm mit Unverständnis, weiß aber seine Neigungen zu nutzen, indem er ihn als Giftschnüffler einsetzt. Um an höherwertige Lebensmittel und Gewürze zu gelangen, dringt Rémy regelmäßig in die Küche des Hauses ein. Sein Idol ist der Meisterkoch Auguste Gusteau, den er aus dem Fernsehen kennt. Gusteau führt das nach ihm benannte Lokal Gusteau’s in Paris; er vertritt das Motto „Jeder kann kochen“ und veröffentlichte einen Kochbuch-Bestseller unter diesem Titel.
Bei einem weiteren Einbruch in die Küche in Begleitung seines Bruders Emile erfährt Rémy, dass Gusteaus Restaurant durch eine vernichtende Rezension des Restaurantkritikers Anton Ego einen Stern abgezogen wurde. Gusteau konnte diesen Rückschlag nicht verarbeiten und verstarb kurz danach. Dabei wird Rémy von der Hausbewohnerin, einer alten Frau, ertappt und das Versteck des Clans enttarnt. Die Ratten flüchten über einen benachbarten Bach auf Booten vor der Frau, die mit einer Schrotflinte auf den Clan losgeht. Rémy wird bei dem Versuch dabei von den anderen getrennt und die Kanalisation hinabgespült, wo er an einer ruhigen Stelle wartet. Erst ein imaginäres Gespräch mit einer Abbildung von Gusteau in dessen Kochbuch, das Rémy von seiner alten Heimat mitgenommen hat, ermutigt ihn, die Kanalisation zu verlassen. Während des ganzen Films führt Rémy Zwiesprache mit dem Geist oder lebendig werdenden Abbildungen Gusteaus, die ihm helfen, Entscheidungen zu treffen. Der Geist selbst bezeichnet sich jedoch als „Phantasiegebilde“ von Rémy.
Tatsächlich findet sich Rémy in Paris unweit des Gusteau's wieder. Im Lokal angekommen, beobachtet er, wie der tollpatschige Küchenjunge Alfredo Linguini, meist nur bei seinem Nachnamen Linguini genannt, eine teilweise verschüttete Suppe mit Wasser und anderen Zutaten zu strecken versucht und damit zu ruinieren droht. Rémy dringt in die Küche ein und ergänzt die Suppe um weitere Zutaten. Nur Linguini bemerkt dies und versteckt ihn vor dem heranrauschenden cholerischen Küchenchef Skinner unter einem Kochsieb. Kurz darauf wird die Suppe versehentlich serviert und schmeckt einer in diesem Augenblick erschienenen Restaurantkritikerin vorzüglich. Linguini, der vom Küchenpersonal als Urheber der Suppe angesehen wird, soll die Suppe nochmal zubereiten. Rémy wird bei seinem folgenden Fluchtversuch von Skinner entdeckt und sogleich von Linguini in einem Glas gefangen. Er erhält von Skinner den Auftrag, die gefangene Ratte weit vom Restaurant entfernt zu töten. Draußen am Flussufer klagt Linguini der Ratte sein Leid, woraufhin die beiden sich verständigen und auf eine Zusammenarbeit einigen. Rémy kann Linguinis Worte verstehen, mit ihm aber nur über Gesten kommunizieren. Linguini nimmt Rémy schließlich in sein Appartement mit.
Tags darauf erscheint ein Zeitungsbericht über die Suppe in einer einschlägigen Zeitung, der dem sich im Niedergang befindenden Restaurant wieder Aufmerksamkeit verschafft. Nach einigen Anfangsschwierigkeiten gelingt es Rémy, unter Linguinis Kochmütze versteckt, diesen mit Hilfe seiner Haare wie eine Marionette zu dirigieren. So gelingt es den beiden, die Suppe erneut zu kochen. Skinner stellt Linguini zur Einführung in die Abläufe der Küche die selbstbewusste Köchin Colette zur Seite, die anfangs eifersüchtig reagiert, im Laufe der Zeit Linguini aber freundlicher begegnet. Als Linguini unter Rémys Anleitung ein gescheitertes Gericht Gusteaus verändert und beliebt macht, hat er sich den Respekt seiner Kollegen erarbeitet, nur Skinner begegnet ihm weiterhin misstrauisch, da Linguini laut einem Brief seiner verstorbenen Mutter der Sohn Gusteaus und damit rechtmäßiger Erbe des Lokals ist. Da Linguinis Anspruch laut Gusteaus Testament in wenigen Tagen verfällt und das Lokal dann an Skinner übergehen würde, hält dieser den Brief unter Verschluss, allerdings kommt Rémy durch Zufall dahinter und schafft es, Skinner die Dokumente abzujagen. Linguini wird dadurch neuer Chef des Restaurants und bezieht mit Rémy eine Luxuswohnung mit Blick über Paris, außerdem werden er und Colette ein Paar.
Währenddessen begegnet Rémy zufällig seinem Bruder Emile wieder und wird mit dem Clan wiedervereint. Als Rémy seinem Vater erzählt, weiterhin in der Welt der Menschen als Koch tätig sein zu wollen, nimmt dieser ihn zu einem Laden voller Rattenfallen und Gift mit, um zu zeigen, wie Menschen wirklich über Ratten denken. Rémy hält dennoch an seiner Entscheidung fest, beginnt jedoch, Essen für Emile und seine Freunde aus dem Restaurant zu schmuggeln. Als Linguini in einem Interview mit Journalisten Rémy jegliche Anerkennung für seine Kochkünste verweigert, reagiert er eifersüchtig durch kräftiges Haareziehen. Nach einem kurzen Gespräch wird Rémy von Linguini mit der Begründung, er sei nicht seine Marionette, vor die Tür gesetzt. Enttäuscht plündert Rémy zusammen mit seiner wiedergefundenen Rattenfamilie die Speisekammer des Restaurants, wird von Linguini, der sich eigentlich bei Rémy entschuldigen wollte, dabei entdeckt und fortgejagt. Dies alles geschieht unmittelbar bevor Anton Ego dem Restaurant einen erneuten Besuch abstatten will. Skinner, der den Streit zwischen Rémy und Linguini heimlich verfolgt und die beiden dadurch enttarnt hat, nimmt Rémy gefangen, dieser wird aber prompt von seiner Rattenfamilie befreit und kehrt direkt ins Gusteau's zurück, um Linguini zu helfen. In der Küche angekommen, stellt sich Linguini schützend vor ihn und gesteht in seiner Verzweiflung der Belegschaft, dass die kleine Ratte hinter dem Erfolg stehe, wonach diese geschlossen ungläubig die Küche verlässt und Linguini mit Rémy allein zurückbleibt.
Rémys Rattenvater erkennt die Courage Linguinis und die Bedeutung des Kochens für seinen Sohn und ruft den Clan herbei. Nachdem sie einen von Skinner herbeibestellten Gesundheitsinspektor ausschalten, bereiten die Ratten unter Rémys Kommando die Gerichte für die Gäste zu, Linguini übernimmt derweil deren Bedienung auf Rollschuhen. Zusätzliche Unterstützung erfahren alle von der zurückgekehrten Colette. Intuitiv entscheidet sich Rémy, Ego das „Bauerngericht“ Ratatouille zu servieren. Dieses Gericht scheint zwar zu simpel, weckt aber eine Kindheitserinnerung in Ego, in der er als kleiner Junge nach einem Fahrradsturz mit eben dieser Ratatouille getröstet wurde. Ego lässt seinen Kugelschreiber wortlos fallen und isst sein Gericht begeistert fertig. Nachdem Linguini und Colette Rémy dem Kritiker vorstellen und ihm Linguinis Täuschung beichten, verlässt er höflich, aber wortlos das Lokal, schreibt geläutert eine lobende Kritik und bekennt sich dazu, ein treuer Fan des Restaurants zu sein. In seiner Kritik gesteht er auch ein, dass er Gusteaus Motto „Jeder kann kochen“, welches er stets abgelehnt hatte, nun endlich verstanden hat.
Dennoch gibt es kein glückliches Ende für das Gusteau's: nach der Freilassung des Gesundheitsinspektors muss das Lokal wegen Rattenbefall schließen. Linguini und Colette eröffnen daraufhin mit Rémy ein Bistro namens „La Ratatouille“, das sich sogleich großer Beliebtheit erfreut und zusätzlich einen kleinen Speiseraum für Rémys Rattenfreunde beinhaltet. Der nach der verkündeten Rattenplage unglaubwürdig gewordene Kritiker Ego ist Teilhaber des neuen Restaurants und ihm ein immer wiederkehrender, treuer Gast.

## Regie
Der Regisseur des Films ist Brad Bird, der zuletzt 2004 bei dem Pixar-Film Die Unglaublichen – The Incredibles Regie führte. Der ursprünglich geplante Regisseur, Jan Pinkava, Regisseur des Pixar-Kurzfilms Geri’s Game aus dem Jahr 1997, ist nun Co-Regisseur. Die Drehbuchautorinnen Emily Cook und Kathy Greenberg geben bei Ratatouille ihr Debüt.

## Entstehung

### Vorbereitung
Zur Vorbereitung auf den Film waren Bird und Filmproduzent Brad Lewis mehrmals Gast in französischen Restaurants wie im French Laundry (Napa, San Francisco) und testeten dort Menüs. Lewis soll im French Laundry sogar ein zweitägiges Praktikum absolviert haben. Außerdem nahm die gesamte Filmcrew an diversen Kochseminaren teil, um sich ein genaues Bild von den Aufgaben eines Kochs machen zu können.

### Animation
Eine große technische Weiterentwicklung gegenüber früheren Animationsfilmen sind die dargestellten Textilien und Gewebe. Eine naturgetreue digitale Nachbildung dieser flexiblen Materialien galt lange als unmöglich. Die Entwicklung spezieller Software hierfür setzte erst 2001 mit dem Pixar-Film Die Monster AG ein. Dort zeigte man für wenige Sekunden ein zerknittertes T-Shirt in annehmbarer, den physikalischen Gesetzen gehorchender Bewegung. Mit The Incredibles – Die Unglaublichen wurden im Jahr 2005 neue Maßstäbe gesetzt; die Kleidung der Filmfiguren dort war allerdings zu großen Teilen aus latexähnlichem Stoff, der der digitalen Animation keine größeren Schwierigkeiten bereitet.
Für Ratatouille entwarf das Animationsteam zwei Jahre später zum ersten Mal eine abwechslungsreiche Garderobe für die Filmfiguren. Neben verschiedenartiger Kleidung waren auch textile Requisiten wie z. B. Tischdecken vorgesehen. In der Endfassung des Films kommen insgesamt 190 unterschiedliche Objekte aus Stoff vor. Die besondere Schwierigkeit in der Darstellung lag hierbei in den vielschichtigen Kostümen samt Accessoires wie Schürze oder Kochmütze.
Aus Zeitgründen wurde bei den menschlichen Figuren auf die Modellierung ihrer Zehen verzichtet. Bis auf diese Ungenauigkeit haben sie aber einen anatomisch korrekten Körperbau. Küchenjunge Linguini hat eine Körpergröße von 1,92 Metern, die Ratte Rémy misst 18 Zentimeter. Die Figur Colette hat 176.030 animierte Haare auf dem Kopf. Pixar wies in diesem Zusammenhang darauf hin, dass der echte Durchschnittsmensch zwischen 100.000 und 200.000 habe. Die Ratte trägt auf ihrem digitalen Körper sogar über 1.150.000 Haare.
Um eine möglichst realitätsnahe Abbildung der 270 im Film gezeigten Nahrungsmittel und Gerichte schaffen zu können, wurden diese zunächst in Wirklichkeit zubereitet, um dann sorgfältig fotografiert und digital nachgebildet zu werden. Außerdem beobachteten die Animatoren sorgfältig den Verderb von 15 Naturprodukten (Obst und Gemüse) und dokumentierten ihn ebenfalls mit Fotografien. Die so entstandenen Bilder und Beobachtungen dienten als Vorlage für einen Komposthaufen.

### Stil
Kamerafrau Sharon Calahan berichtete nach den Dreharbeiten zu Ratatouille von ihrer Intention, dem gesamten Film einen „satten Look“ zu geben. Zu diesem Zweck habe sie mit kräftigen Farben den Eindruck eines „perfekten Oktobertages“ in Frankreich zu vermitteln versucht. Viel gearbeitet habe sie mit einer Technik, die im Jahr 2004 für Findet Nemo entwickelt worden war. Diese verhelfe computeranimierten Figuren dazu, „lichtdurchlässig“ zu wirken, und lasse sie deshalb realistischer erscheinen. Für die Darstellung der Gerichte habe sie eine gewisse „Appetitlichkeit“ erreichen wollen, dazu seien verschiedene Lichtquellen in warmen Farben vonnöten gewesen, welche die natürlichen Farben von Lebensmitteln besser zum Vorschein brächten. Den Ratten sei mit der Belichtungstechnik zu Niedlichkeit und gleichzeitig Glaubwürdigkeit verholfen worden. Etwas stärker als der Rest des Tierkörpers wurden dazu die Ohren belichtet.

### Filmmusik
Als Filmkomponist für Ratatouille fungierte Michael Giacchino, der bereits die Filmmusik für The Incredibles – Die Unglaublichen geschrieben hatte. Die verwendeten Instrumente sind vor allem Klavier und Streichinstrumente, die oft pizzicato gespielt wurden, aber auch Mundharmonika und Akkordeon. Neben einem musikalischen Hauptthema schrieb Giacchino zu jeder Filmfigur eigene charakteristische Melodiepassagen. Zur Hauptfigur Rémy existieren sogar zwei verschiedene Melodien: Ein Thema verdeutlicht mit seiner geheimnisvollen Energie Rémys Dynamik und Vitalität, das andere untermalt seine Sehnsüchte und Wünsche mit orchestralem Klang. Außerdem teilen sich Rémy und Linguini ein „Kumpelthema“, welches sich bei der ersten Begegnung der beiden zögerlich aufbaut und zum Ende des Films hin in ein triumphales Finale mündet. Als Gegenstück zur durchgängigen Computeranimation der Bilder sind weite Teile der Filmmusik rein akustisch aufgenommen.
Weitere wichtige Themen gehören zu den Kochszenen im Restaurant; sie werden zumeist in Gang gesetzt durch die Figur der Colette. Die Musikuntermalung der Handlung um Skinner basiert auf einem Jazz-Motiv, um das herum im Laufe des Films immer konfuser und verrückter improvisiert wird und das damit die Rollenentwicklung Skinners widerspiegelt.
Ferner enthält der Soundtrack auch das Chanson Le Festin in einer Interpretation der Sängerin Camille. Michael Giacchino wurde für seine Musik für den Oscar nominiert.

### Titel und Namen
Im offiziellen Trailer und auf den Filmplakaten wird darauf hingewiesen, dass der Titel (engl.) „rat·a·too·ee“ [ˌræt.ə.ˈtu. i] ausgesprochen wird, nicht „rat·at·ouille“ bzw. „rat·at·will“ (dt.: „Ratte nach Belieben“). Das Wortspiel mit „Ratatouille“ und „rat“ (engl.: Ratte) ist offensichtlich. Auf den deutschen Plakaten wird es zu „ratte·tuu·ii “ [rat.ə.ˈtu. i], da man in Deutschland der französischen Sprechweise folgt. Im Film wird mit „ratte·pfuu·ii“ erneut auf den Titel angespielt.
Gusteau ist vom Hörbild eng an Gusto angelehnt, den italienischen Begriff für Geschmackssinn. Die Figur erinnert an den berühmten Koch und Kochbuchautor Paul Bocuse, dessen Lokal mit drei Sternen ausgezeichnet war.
Die Ratten Rémy und Django sollten ursprünglich die Namen „Art“ (engl.: Kunst) und „Pesto“ (ital. Würzsauce) tragen. Mit Vornamen heißt Linguini Alfredo und Gusteaus Vorname Auguste ist ein Anagramm seines Nachnamens. Weiterhin ist Linguini eine Pasta-Art.
Obwohl das Gericht, das Linguini und Rémy für Anton Ego kochen, im Film als Ratatouille bezeichnet wird, ist es eigentlich ein Tian provençal.

## Synchronisation
Für die deutsche Buch- und Dialogregie war Axel Malzacher verantwortlich. Die zuständige Synchronfirma war die FFS Film- & Fernseh-Synchron GmbH.
| Rolle            | Originalsprecher  | Deutscher Sprecher |
| ---------------- | ----------------- | ------------------ |
| Rémy             | Patton Oswalt     | Axel Malzacher     |
| Auguste Gusteau  | Brad Garrett      | Donald Arthur      |
| Alfredo Linguini | Lou Romano        | Stefan Günther     |
| Django           | Brian Dennehy     | Harald Dietl       |
| Skinner          | Ian Holm          | Gudo Hoegel        |
| Colette          | Janeane Garofalo  | Elisabeth von Koch |
| Mustafa          | John Ratzenberger | Hartmut Neugebauer |
| Kellner          | Brad Bird         | Michael Nowka      |
| Emile            | Peter Sohn        | Manuel Straube     |
| Anton Ego        | Peter O’Toole     | Jürgen Thormann    |
| Horst            | Will Arnett       | Tim Mälzer         |
| Lalo/Francois    | Julius Callahan   | Wahid Mannes       |
| Larousse         | James Remar       | Claus Brockmeyer   |
| Talon Labarthe   | Teddy Newton      | Ulrich Frank       |
| Pompidou         | Tony Fucile       | Gerhard Jilka      |
| Git              | Jake Steinfield   | Ekkehardt Belle    |

## Anspielungen
Im Film gibt es mehrere Verbindungen zu früheren Pixar-Filmen: Als Linguini in einer Sequenz seine Hose öffnet, ist auf seiner Unterhose deutlich das „Incredibles“-Logo zu sehen, und während einer Straßenszene läuft im Hintergrund Bomb Voyage durchs Bild, eine Figur ebenfalls aus The Incredibles – Die Unglaublichen. Außerdem fährt auf der Seine-Brücke der „Pizza-Planet“-Truck aus Toy Story (1995), ein Auto, das in nahezu jedem Pixar-Film zu sehen ist.
Das Geschäft, bei dem Rémy angesichts dessen Schaufensterdekoration Zweifel kommen, ob Ratten und Menschen Freunde sein können, gibt es tatsächlich. Im Schaufenster hängen ununterbrochen seit 1925 21 Ratten, deren Genicke durch Fallen gebrochen wurden. Wie viel Geld Pixar für das Verwertungsrecht an Aurouze bezahlt hat, ist unbekannt. Inspiration für das Restaurant Gusteau’s war das Restaurant La Tour d’Argent im 5. Pariser Arrondissement.
In dem auf der DVD enthaltenen Kurzfilm Dein Freund, die Ratte kommt in einer der späteren Szenen WALL·E, der Darsteller des Nachfolgerfilms WALL·E – Der Letzte räumt die Erde auf vor, wie er ein Fahrzeug auf dem Mars steuert.
Eine weitere Anspielung ist der Name Skinner, denn der berühmteste Vertreter des Behaviorismus in den USA, B. F. Skinner, führte dazu entscheidende Experimente mit Ratten durch.

## Beiwerk
Vorfilm beziehungsweise DVD-Bonus zu Ratatouille ist Lifted (2006).
Auf der DVD des Filmes gibt es als Bonus den etwa 10-minütigen Kurzfilm Dein Freund, die Ratte. Darin klären Rémy und sein Bruder auf humorvolle Art, aber durchaus mit Anspruch auf Korrektheit die Geschichte der Ratten. Dabei betonen sie zudem, dass sie selbst Wanderratten und keine Hausratten sind. Sie begründen die besondere Beziehung zwischen Mensch und Ratte damit, dass Ratten sich dem Menschen gegenüber auf Augenhöhe sehen, während sich Hunde dem Menschen unterwerfen und Katzen wiederum verächtlich auf den Menschen herabsehen. Des Weiteren räumen sie auch mit Vorurteilen auf, etwa dem der Ratte als Krankheitsüberträger, und betonen, dass nicht die Ratte, sondern der Rattenfloh die Pest übertrug.
Zu Ratatouille erschien auch ein Videospiel. Es ist erhältlich für PlayStation 2, Nintendo Wii, Nintendo DS, Xbox 360 und PC.
Auf neueren Kreuzfahrtschiffen der Disney Cruise Line wird in Anspielung an den Film ein luxuriöses französisches Restaurant unter dem Namen Remy angeboten.

## Widmung
Im Abspann erscheint eine Widmung an den Comic-Zeichner Dan Lee, der im Jahr 2005 im Alter von nur 35 Jahren an Lungenkrebs verstarb.

## Rezeption

### Kritiken
Die Kritik begegnete dem Film mit viel Lob. Bezüglich der Tierart stellte man fest, dass Rémys „riesige Augen“ und die „zartrosa Knuddelnase“ jede Rattenphobie verhinderten. Rémy sei kultiviert, gepflegt, und alles an einer Ratte potenziell Eklige hätten die Macher vermieden: „Eine rundum angenehme und possierliche Ratte, die man sich in jedem Kinderzimmer sehr gut vorstellen kann.“ Die Animationen wurden vielerorts enthusiastisch aufgenommen, insbesondere die Gestik und das Mienenspiel Rémys wurden als „sensationell“, „differenziert“ und „perfekt“ bezeichnet. Eine solche Körperkomik habe man seit der Stummfilmzeit nicht mehr gesehen. „Jede Bewegung – sei es die einer Figur, sei es die der Kamera selbst – ist von pixar-typischer, flüssiger und musikalischer Gewandtheit: Sie wirkt natürlich, obwohl sie ganz und gar künstlich ist“ urteilte der Tagesspiegel, derweil die Berliner Zeitung feststellte: „Wie die Animatoren durch die Haltung des Körpers, das Spiel der Augen und Pfoten die allmähliche Verfertigung der Rattengedanken beim Schnuppern und Schmecken zu zeigen verstehen – das hat man so im Kino noch nicht gesehen.“ Zudem sei der Kritiker Anton Ego die bislang überzeugendste Darstellung einer menschlichen Figur in einem am Rechner animierten Film. Die Kritiker hoben die visuelle Sinnlichkeit hervor, die Düfte und Geschmäcker, „lockende Farben“ und appetitlich anzusehende Speisen. Die beim Essen entstehenden synästhetischen Visionen stammten von ähnlichen Mitteln in Fantasia ab. Einhellig war die Meinung, dass Ratatouille detailversessen sei. Jedes dieser Details habe Seele; nicht auf Naturalismus, sondern auf Emotionen habe der Regisseur gesetzt.
Originell und reich an Ideen fanden die Rezensenten die erzählte Geschichte, wie seit den Zeiten der Person Walt Disneys nicht mehr, da stecke die ganze Liebe des Regisseurs. Ihm sei eine klare Dramaturgie und Figurenmotivation gelungen, eine wunderbare, seltene Mischung aus Humor, Gefühl und Spannung, ein Film, der mit unverkrampfter Leichtigkeit zwischen Komödie, Melodram und Action wechselt. Neben Lob am perfekten Timing etwa bei Verfolgungsjagden und dem „balletösen“ oder „rasantem“ Slapstick gab es Tadel, der den Slapstick für eher misslungen erklärte. Die F.A.Z. bemängelte zudem zu viel Niedlichkeit nach Art des Disney-Studios, und im Mittelteil würden Tempo und Spannung durch die Liebesgeschichte gehemmt. Genau umgekehrt deutete die Frankfurter Rundschau, dass Gusteaus Name durch seinen Nachfolger verwertet wird: „Die Analogie zur Trickfilmgeschichte ist unübersehbar: So wie hier unter einem großen Namen lieblos alte Rezepte verkocht werden, arbeitete man zuletzt bei Disney.“ Auf der einen Seite hieß es, das Parisbild sei eine Hommage an Disneys Aristocats, und man höre Melodien aus Mary Poppins. Auf der anderen Seite war zu vernehmen, das überzeugende hermetische Universum komme ohne popkulturelle Zitate aus. Dazwischen lag die Position, trotz Hommagen an verschiedene Trickfilmklassiker bleibe Ratatouille auch ohne diese Hintergrundkenntnisse verständlich. „Anspielungen müssen nicht als Gags herhalten, mit denen etwa die „Shrek“-Trilogie überfrachtet ist.“ Der Film sei „nostalgisch, aber nicht vorgestrig“ und überzeuge „auch diejenigen, die im Kino in den letzten Jahren zu viele witzige sprechende Tiere gesehen haben.“ Im Unterschied zu üblichen Trickfilmen haben die Figuren ein Herz und eine Seele. Ein Glück sei auch, dass die deutsche Synchronisation auf nichtprominente, dafür aber begabte Stimmen setze.
Ähnlich, aber mit Nuancen, waren die Einschätzungen, wer das Zielpublikum sei – ein Film für die ganze Familie, nicht nur für Kinderaugen, oder nicht in erster Linie an Kinder gerichtet? Oder kein Kinderfilm, weil das Milieu der Haute Cuisine jungen Zuschauern fremd sein dürfte, aber auch für Kinder geeignet? Bezeichnete eine Kritik das Werk als gesellschaftskritisch, war einer anderen das Sozialgefüge nicht ausreichend dargestellt. Kulturpessimismus liege diesem Film fern: „Bei Pixar versucht man gegenwärtig lediglich zu beweisen, dass das Beste auch das Erfolgreichste sein kann. Egal welchen Müll die Leute sonst wo essen.“ Die Pixar-Macher müssten sich ihrer Sache sehr sicher gewesen sein, dass sie es wagten, einen Kritiker vorzuführen. Es sei „ganz gewiss Pixars größter künstlerischer Erfolg.“
2016 belegte Ratatouille bei einer Umfrage der BBC zu den 100 bedeutendsten Filmen des 21. Jahrhunderts den 93. Platz.

### Einspielergebnis
Bei einem Budget von 150 Millionen US-Dollar spielte der Film weltweit 623,7 Millionen US-Dollar ein, davon allein 206,4 Millionen im nordamerikanischen Raum.

### Auszeichnungen
Bogey 2007
- in Platin für 5 Millionen Kinobesucher innerhalb von 50 Tagen

Satellite Awards 2007
- Bester Film (Real- oder Animationsfilm)
  - weitere Nominierung:
    - Beste Filmmusik – Michael Giacchino

National Board of Review
- Bester Animationsfilm 2007

Oscarverleihung 2008
- Bester Animationsfilm – Brad Bird
  - weitere Nominierungen:
    - Bestes Original-Drehbuch – Brad Bird, Jan Pinkava und Jim Capobianco
    - Bester Ton – Randy Thom, Michael Semanick und Doc Kane
    - Bester Tonschnitt – Randy Thom und Michael Silvers
    - Beste Filmmusik – Michael Giacchino

Golden Globe Awards 2008
- Bester Animationsfilm – Brad Bird

British Academy Film Awards 2008
- Bester animierter Spielfilm – Brad Bird

Annie Awards 2008
- Best Animated Feature
- Best Animated Video Game
- Best Character Animation in a Feature Production – Michal Makarewicz
- Best Character Design in an Animated Feature Production – Carter Goodrich
- Best Directing in an Animated Feature Production – Brad Bird
- Best Music in an Animated Feature Production – Michael Giacchino
- Best Production Design in an Animated Feature Production – Harley Jessup
- Best Storyboarding in an Animated Feature Production – Ted Mathot
- Best Voice Acting in an Animated Feature Production – Ian Holm
- Best Writing in an Animated Feature Production – Brad Bird
  - weitere Nominierungen:
    - Best Animated Effects
    - Best Voice Acting in an Animated Feature Production – Patrick Warburton
    - Best Voice Acting in an Animated Feature Production – Patton Oswalt

Grammy Awards 2008
- Bestes komponiertes Soundtrackalbum für Film, Fernsehen oder visuelle Medien – Michael Giacchino

Die Deutsche Film- und Medienbewertung (FBW) verlieh dem Film das Prädikat „besonders wertvoll“.
Weitere Auszeichnungen und Nominierungen sind bei der IMDb nachzulesen.

### Kritikenspiegel
Positiv
- epd Film Nr. 10/2007, S. 44, von Frank Arnold: Ratatouille (originell und ausdrucksstark)
- film-dienst Nr. 20/2007, S. 30, von Jörg Gerle: Ratatouille (emotional gewinnend, ungewöhnlich und technisch perfekt)
- Berliner Zeitung, 4. Oktober 2007, S. 33, von Jens Balzer: Von der Kanalratte zum Küchenchef (das beste und lustigste Pixar-Werk seit Jahren)
- Focus, 1. Oktober 2007, S. 78, von Anke Sterneborg: Auf richtigem Kochkurs (originell, sprühend witzig, gefühlvoll, vielseitig, liebevolle Details)
- Frankfurter Rundschau, 4. Oktober 2007, S. 35, von Daniel Kothenschulte: Iss deinen Müll und sei still (Meisterwerk des Animationsfilms)
- Hamburger Abendblatt, 27. September 2007, S. 11, von Heinrich Oehmsen: Eine Ratte mit Stil (das Richtige für die ganze Familie, amüsant, präziser Lokalkolorit)
- Die Presse, 1. Oktober 2007, von Markus Keuschnigg: Eine Ratte mit gutem Geschmack (nicht nur für Kinder, großartig animiert, hat Dialogwitz, liebenswerte Nebenfiguren)
- Der Spiegel, 1. Oktober 2007, S. 181, nicht gezeichnete Kurzkritik: Ratatouille (wunderbare, seltene Mischung aus Humor, Gefühl und Spannung)
- Der Tagesspiegel, 2. Oktober 2007, S. 26, von Sebastian Handke: Das Küchenkarusell (unbeschwert und doch vielschichtig, eher für Erwachsene als für Kinder, Lob für Animation von Bewegung und Verfolgungsjagden)
- taz, 2. Oktober 2007, S. 18, von Martin Zeyn: Von Ratten und Menschen (kein Kinderfilm, Körperkomik, rasanter Slapstick, atemberaubend animiert, klare Dramaturgie und Figurenmotivation)
- Welt am Sonntag, 30. September 2007, S. 75, von Katja Lüthge: Eine Ratte für jeden Geschmack („der delikateste Animationsfilm seit Langem“, aber „nicht vorrangig Kinderunterhaltung“, differenziertes Minenspiel der Figuren)

Eher positiv
- F.A.Z., 6. Oktober 2007, S. 39, von Andreas Platthaus: Kochen wie Gott in Frankreich (mit Liebe gemacht, perfekt animiert, aber teils zu niedlich nach Disney-Art)